# عفت نسابه
عفت نسّابه متولد ۱۱۹۲ یا ۱۱۹۰ قمری، مرگ پس از ۱۲۵۰ قمری، دختر میرزا عبدالله نسّابه و اهل شیراز،  زنی با کمال و استعداد بود. به نوشتهٔ مؤلف تذکره دلگشا عفت با آنکه محضر اساتید بزرگ شعر و ادب را طی نکرد با این وجود طبعی توانا داشت و اشعاری نغز می‌سرود و سرآمد زنان شاعر عصر خود بود. حسینعلی میرزا فرمانفرما حاکم شیراز که از دانش و کمال او آگاهی یافت، وی را به تعلیم و تربیت زنان و دخترانش گماشت و ثبت و ضبط امور اندرون را به او سپرد. وی تا آخر عمر ازدواج نکرد. عفت معاصر شعرای بزرگی چون فتح‌علی صبا، عبدالوهاب نشاط و مجمر اصفهانی بود و از آنان الهام می‌گرفت.
| ساقی ماهرو یکی ساغر لعل فام دو        |  | از کف و لعل او ستان بوسه یکی و جام دو |
| حال من و نگار من جسم دو است و جان یکی |  | هست فسانه، اِی‌عجب! شخص یکی و نام دو    |
| این دل و جان خسته را همره نامه کرده‌ام |  | قاصد نیک‌پی ببر نامه یکی پیام دو       |
| گوشهٔ چشم او نگر خال سیاه مشک بو       |  | نافه به دشت چین یکی آهوی خوش خرام دو  |
| زلف تو بهر مرغ دل دام فکنده از دو سو  |  | آه که مشکل آمده صید یکی و دام دو      |
| محتسب است و شیخ و م قصه عشق در میان   |  | از چه کنم مجابشان پخته یکی و خام دو   |

به نوشتهٔ محمدحسین رکن‌زاده آدمیت، بهائیان بیت آخر این شعر را به طاهره قرةالعین نسبت داده‌اند ولی این نسبت صحت ندارد. عبدالحسین آیتی از مبلغان سابق بهائیت نیز در الکواکب الدریه در شرح حال و اشعار منسوب به طاهره قرةالعین، اشاره‌ای به این بیت نکرده‌است.
بیت زیر به ام هانی نیز منسوب است.
| محتسب است و شیخ و م قصه عشق در میان |  | از چه کنم مجابشان پخته یکی و خام دو |